# HOXC13
HOXC13‏ (Homeobox C13) هوَ بروتين يُشَفر بواسطة جين HOXC13 في الإنسان.